# Taça dos Clubes Vencedores de Taças
A Taça dos Vencedores de Taças da UEFA (em inglês: UEFA Cup Winners' Cup), também chamada de Taça dos Clubes Vencedores de Taças ou Taça das Taças, e conhecida no Brasil como Recopa Europeia da UEFA, foi uma competição de clubes de futebol da Europa, disputada entre a temporada de 1960/1961 até 1998/1999. Desde então, os clubes vencedores das taças nacionais passaram a qualificar-se para a Taça UEFA, em 2009 rebatizada como Liga Europa.

## História
Era disputada entre os vencedores das taças de cada país. O vencedor desta competição disputava com o campeão da Taça dos Campeões Europeus/Liga dos Campeões o título da Supertaça Europeia/Supertaça da UEFA.
A taça é uma das muitas competições inter-clubes da Europa, que têm sido organizadas pela UEFA. A primeira competição foi realizada na temporada 1960-61 — mas não reconhecida pelo organismo responsável pelo futebol europeu até dois anos mais tarde. O torneio foi após o que foi absorvido pela Taça UEFA última realizada em 1998-1999.
Na prática tinha muitas vezes representantes nacionais menos conhecidos, que haviam sido surpresa na taça nacional do seu país. Ainda assim, foi, em teoria, o segundo torneio mais importante da Europa, atrás apenas da Taça dos Campeões Europeus / UEFA Champions League, e à frente da Taça UEFA. Na temporada 1985-86, os clubes ingleses foram banidos da Europa, o que impediu o Everton de jogar na Liga dos Campeões da Europa.

## Campeões

### Por clube
| Clube               | Títulos                                 | Vices                 |
| ------------------- | --------------------------------------- | --------------------- |
| Barcelona           | 4 (1978–79, 1981–82, 1988–89 e 1996–97) | 2 (1968–69 e 1990–91) |
| Anderlecht          | 2 (1975–76 e 1977–78)                   | 2 (1976–77 e 1989–90) |
| Milan               | 2 (1967–68 e 1972–73)                   | 1 (1973–74)           |
| Dínamo de Kiev      | 2 (1974–75 e 1985–86)                   | 0                     |
| Chelsea             | 2 (1970–71 e 1997–98)                   | 0                     |
| Atlético de Madrid  | 1 (1961–62)                             | 2 (1962–63 e 1985–86) |
| Rangers             | 1 (1971–72)                             | 2 (1960–61 e 1966–67) |
| Arsenal             | 1 (1993–94)                             | 2 (1979–80 e 1994–95) |
| Fiorentina          | 1 (1960–61)                             | 1 (1961–62)           |
| West Ham            | 1 (1964–65)                             | 1 (1975–76)           |
| Hamburgo            | 1 (1976–77)                             | 1 (1967–68)           |
| Ajax                | 1 (1986–87)                             | 1 (1987–88)           |
| Sampdoria           | 1 (1989–90)                             | 1 (1988–89)           |
| Parma               | 1 (1992–93)                             | 1 (1993–94)           |
| Paris Saint-Germain | 1 (1995–96)                             | 1 (1996–97)           |
| Tottenham           | 1 (1962–63)                             | 0                     |
| Sporting            | 1 (1963–64)                             | 0                     |
| Borussia Dortmund   | 1 (1965–66)                             | 0                     |
| Bayern de Munique   | 1 (1966–67)                             | 0                     |
| Slovan Bratislava   | 1 (1968–69)                             | 0                     |
| Manchester City     | 1 (1969–70)                             | 0                     |
| Magdeburg           | 1 (1973-74)                             | 0                     |
| Valencia            | 1 (1979–80)                             | 0                     |
| Dinamo Tbilisi      | 1 (1980–81)                             | 0                     |
| Aberdeen            | 1 (1982–83)                             | 0                     |
| Juventus            | 1 (1983–84)                             | 0                     |
| Everton             | 1 (1984–85)                             | 0                     |
| KV Mechelen         | 1 (1987-88)                             | 0                     |
| Manchester United   | 1 (1990–91)                             | 0                     |
| Werder Bremen       | 1 (1991–92)                             | 0                     |
| Zaragoza            | 1 (1994–95)                             | 0                     |
| Lazio               | 1 (1998–99)                             | 0                     |
| Real Madrid         | 0                                       | 2 (1970–71 e 1982–83) |
| Rapid Viena         | 0                                       | 2 (1984–85 e 1995–96) |
| MTK Budapeste       | 0                                       | 1 (1963–64)           |
| TSV 1860 München    | 0                                       | 1 (1964–65)           |
| Liverpool           | 0                                       | 1 (1965–66)           |
| Górnik Zabrze       | 0                                       | 1 (1969–70)           |
| Dínamo de Moscou    | 0                                       | 1 (1971–72)           |
| Leeds United        | 0                                       | 1 (1972–73)           |
| Ferencváros         | 0                                       | 1 (1974–75)           |
| Austria Viena       | 0                                       | 1 (1977–78)           |
| Fortuna Düsseldorf  | 0                                       | 1 (1978–79)           |
| Carl Zeiss Jena     | 0                                       | 1 (1980–81)           |
| Standard de Liège   | 0                                       | 1 (1981–82)           |
| Porto               | 0                                       | 1 (1983–84)           |
| Lokomotive Leipzig  | 0                                       | 1 (1986–87)           |
| Monaco              | 0                                       | 1 (1991–92)           |
| Antuérpia           | 0                                       | 1 (1992–93)           |
| Stuttgart           | 0                                       | 1 (1997–98)           |
| Mallorca            | 0                                       | 1 (1998–99)           |

### Por País
| País            | 1º lugar | Vices | Títulos (campeões + vices) | Clubes campeões |
| --------------- | -------- | ----- | -------------------------- | --------------- |
| Inglaterra      | 8        | 5     | 13                         | 7               |
| Espanha         | 7        | 7     | 14                         | 4               |
| Itália          | 7        | 4     | 11                         | 6               |
| Alemanha        | 5        | 6     | 11                         | 5               |
| Bélgica         | 3        | 4     | 7                          | 2               |
| União Soviética | 3        | 1     | 4                          | 2               |
| Escócia         | 2        | 2     | 4                          | 2               |
| França          | 1        | 2     | 3                          | 1               |
| Países Baixos   | 1        | 1     | 2                          | 1               |
| Portugal        | 1        | 1     | 2                          | 1               |
| Chéquia         | 1        | 0     | 1                          | 1               |
| Áustria         | 0        | 3     | 3                          | 0               |
| Hungria         | 0        | 2     | 2                          | 0               |
| Polónia         | 0        | 1     | 1                          | 0               |